# Апхазава, Шалва
Ша́лва Апхаза́ва (груз. შალვა აფხაზავა; 14 августа 1980, Кобулети, ГССР, СССР — 7 января 2004, Киев, Украина) — грузинский футболист, нападающий.
Шалва — воспитанник ДЮСШ своего родного города, в которую он записался в восемь лет. В спортивной школе Шалва провёл четыре года, после чего перешёл в систему батумского «Динамо». Агентом Шалвы был известный в прошлом футболист Реваз Челебадзе.
На Украину Шалва Апхазава попал в 2002 году с началом 12-го чемпионата Украины. Вячеслав Грозный, создавая новую команду, пригласил молодого грузина в Киев. Уже в третьем туре первенства Шалва отметился тремя голами в ворота луцкой «Волыни» (матч закончился со счётом 8:1 в пользу «Арсенала»). Всего в первом сезоне на Украине забил 14 мячей, это четвёртый показатель среди бомбардиров в истории лиги.
Шалва Апхазава умер 7 января 2004 года на 24-м году жизни во сне от сердечной недостаточности.

## Достижения
- Обладатель Кубка Грузии: 1998
- Обладатель Суперкубка Грузии: 1998
- Лучший молодой игрок чемпионата Грузии: 1998